# Rio Chiuruţul Mic
O Rio Chiuruţul Mic é um rio da Romênia, afluente do Lăzarea, localizado no distrito de Harghita.